# Hans Ursin
Hans Lauridsen Ursin (ca. 1682 i Jerslev Sogn, Børglum Herred – 13. april 1757 i Borup) var brygger, prokurator ved alle retterne i Danmark (1719) og blev senere generalfiskal, kammeradvokat og højesteretsassessor.
Han begyndte som fuldmægtig og kancelliråd og avancerede siden. 1737 blev han assessor i Højesteret. Han var også præsident i Admiralitetet.
Han ægtede 17. juni 1712 brygger Ole Jørgensen Høibys enke, Anne Sørensdatter Fo(h)rmann (død 1744) og fik dermed en bryggergård på Nørregade. Ursin var stedfar for Terkel Klevenfeldt.